# 1133
| Calendário gregoriano                                                        | 1133 MCXXXIII                                         |
| Ab urbe condita                                                              | 1886                                                  |
| Calendário arménio                                                           | 582 – 583                                             |
| Calendário bahá'í                                                            | -711 – -710                                           |
| Calendário budista                                                           | 1677                                                  |
| Calendário chinês                                                            | 3829 – 3830 Início a 8 de fevereiro (aproximadamente) |
| Calendário copta                                                             | 849 – 850                                             |
| Calendário etíope                                                            | 1125 – 1126                                           |
| Calendários hindus - Vikram Samvat - Calendário nacional indiano - Cáli Iuga | 1188 – 1189 1054 – 1055 4233 – 4234                   |
| Calendário Holoceno                                                          | 11133                                                 |
| Calendário islâmico                                                          | 527 – 528                                             |
| Calendário judaico                                                           | 4893 – 4894                                           |
| Calendário persa                                                             | 511 – 512                                             |
| Calendário rúnico                                                            | 1383                                                  |
| Calendário solar tailandês                                                   | 1676                                                  |

1133 (MCXXXIII em numeração Romana) foi um ano comum do século XII do Calendário Juliano, da Era de Cristo, a sua letra dominical foi A (52 semanas), teve início a um domingo e terminou também a um domingo.
No território que viria a ser o reino de Portugal estava em vigor a Era de César que já contava 1171 anos.

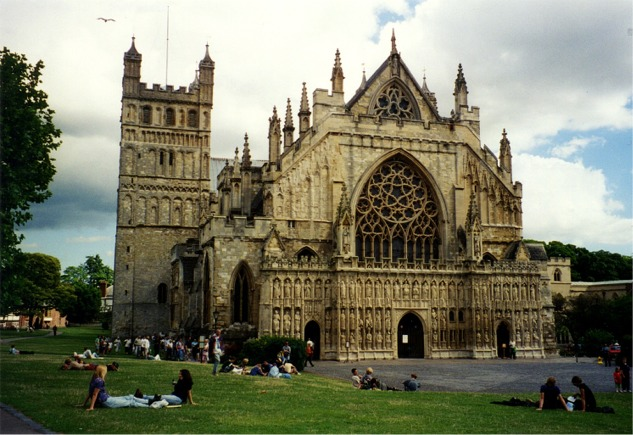
A Catedral de Exeter na actualidade.

| Ano completo                    |
| ------------------------------- |
| Ano comum com início ao domingo |

## Eventos
- Início da construção da catedral de Exeter.

## Nascimentos
- 25 de Março - Henrique II de Inglaterra.